# 루디 게이
루디 칼턴 게이 주니어(영어: Rudy Carlton Gay Jr., 1986년 8월 17일 ~ )은 미국의 농구 선수로 포지션은 스트레치 포이다. 현재 미국 프로 농구 리그인 전미 농구 협회(NBA) 리그의 샌안토니오 스퍼스 소속으로 뛰고 있다.

## 생애
메릴랜드주 볼티모어에서 태어났다.